# Hébertville-Station
Hébertville-Station è un villaggio in Québec, situato nella Municipalità regionale di contea di Lac-Saint-Jean-Estt, nella regione amministrativa di Saguenay-Lac-Saint-Jean.